# 尼克拉斯·施塔克
尼克拉斯·施塔克（德語：Niklas Stark；1995年4月14日—）是一位德國足球運動員，在場上的位置是防守中場。現在效力於德甲球隊雲達不萊梅。他也代表德國國家足球隊出場。

## 生平
尼克拉斯於2015年8月24日和柏林赫塔簽署合約。尼克拉斯·施塔克被大多數專家認為是德國德甲聯賽中最好的年輕中后卫，這對後衛來說是非常的讚譽。
2022年5月28日，刚刚升入德甲的云达不莱梅宣布在2022-23赛季签下施塔克。

## 榮譽

### 國家隊
德國
- U19歐洲國家盃冠軍：2014年
- U21歐洲國家盃冠軍：2017年

### 個人
- 弗里茨·瓦爾特獎U19組金獎：2014年

## 外部連結
- Soccerway資料庫：尼克拉斯·施塔克

Profile on Footballdatabse.de （页面存档备份，存于）